# Академия
Академия означава научна организация (например академия на науките) или висше училище.
Думата „академия“ (на английски: academy) произлиза от името на философската Платонова академия, създадена около 387 пр.н.е. в маслинена горичка край Атина. Архаичното име на местността Ἑκαδήμεια (Hekademia) по време на класическата епоха става Ἀκαδημία (Akademia) и се свързва с легендарния древногръцки герой Академ.
За разлика от термина за организацията английският термин academia е обобщаващ и се употребява за научната общност по света, съставена от всички учени (преподаватели и изследователи) във висшите училища.

## Академии на науките
Академиите на науките координират дейността на научноизследователските институти и другите научни организации. Членовете на академиите на науките се делят на действителни членове (академици) и дописни членове (член-кореспонденти). Научните звания „академик“ и „член-кореспондент“ се присъждат пожизнено. Нови членове на академията се избират на освободилите се места от нейното общо събрание.

## Образователни академии
Образователната академия като висше училище:
- осъществява обучение в сферата на висшето образование в едно направление на науката или изкуството;
- извършва фундаментални и приложни научни изследвания в същото направление на науката или изкуството.

Терминът се използва също за училища от по-ниски образователни степени, най-често специализирани в професионалното образование (напр. „полицейска академия“ – училище за полицаи-подофицери), както и за училища, школи и пр., които не предлагат степени.

## Академии в България

### Научни академии
Към 2021 г. научноизследователски организации в България с такова име са Българската академия на науките, Селскостопанската академия. Съществували са също и научно-образователни обединения на висши училища от определена научна област: Селскостопанска академия през 1970-те години, Медицинска академия и Академия за обществени науки и социално управление през 1980-те години.

### Висши училища
Думата академия имат в имената си следните висши училища:
- Академия за музикално, танцово и изобразително изкуство, Пловдив[2]
- Стопанска академия „Д. А. Ценов“, Свищов[3]
- Академия на МВР, София[4]
- Военна академия „Георги Раковски“, София[5]
- Национална музикална академия, София[6]
- Национална академия за театрално и филмово изкуство, София[7]
- Национална спортна академия, София[8]
- Национална художествена академия, София[9]

Българска академия на науките и изкуствата е сдружение с нестопанска цел.

## Разширено понятие
Използването на думата академия не е ограничено с никакви нормативни документи. На практика всяка организация или дейност може да се нарече „академия“. Затова има и:
- Национална академия по разработка на софтуер[10] – професионално обучение
- Академия за мода

и много други.
Такова явление се среща както в развити страни – като TÜV Akademie Rheinland (Кьолн, Германия), така и в редица развиващи се страни – например в Северна Африка.